# گمینا زبروسواویتسه
گمینا زبروسواویتسه (به لهستانی:  Gmina Zbrosławice) یک گمینا در لهستان است که در شهرستان تارنووسکیه گور واقع شده‌است. گمینا زبروسواویتسه ۱۴۸٫۷۱ کیلومتر مربع مساحت و ۱۵٬۵۷۹ نفر جمعیت دارد.

## خواهرخوانده
شهر کاستانیوله دل لانتزه خواهرخواندهٔ گمینا زبروسواویتسه هست.